# Domaine provincial de Hofstade
Le domaine de Hofstade (Domein Hofstade en néerlandais) est un domaine provincial combinant centre sportif et récréatif belge du BLOSO situé à Hofstade dans la commune de Zemst dans le Brabant flamand. Il est situé à une quinzaine de kilomètres au nord-est de Bruxelles et juste au sud de Malines et du parc Planckendael.
Le domaine s’étend sur 160 ha et possède des lacs de 35 ha et 25 ha avec une grande plage de sable ouverte aux nageurs et des pédalos en location, une plaine de jeux, quelques restaurants, et des espaces naturels préservés. Le domaine est équipé pour accueillir les camps sportifs ou les stages sportifs. Le domaine est divisé en deux parties : Hofstade-Strand (plage et lacs) et Hofstade-Heide (complexe sportif).
Le domaine est ouvert au public toute l’année et l’entrée, qui était gratuite avant 2012, coute désormais 5 euros par adulte et 1 euro par enfant d’avril à septembre.

## Histoire
En 1907, lors de travaux de construction d'une nouvelle voie de chemin de fer élevée au sud d’Hofstade, les travaux de terrassement déplacent des déblais pour former un talus sur lequel est placée la voie. En 1912, les travaux sont interrompus[réf. nécessaire] et les emplacements où le sol a été creusé se remplissent d’eau et forment peu à peu deux lacs. Après la Première Guerre mondiale, les travaux reprennent et les lacs s’élargissent.
En 1920, le site connaît un succès spontané, les gens y viennent pour se baigner dans l’eau. En 1925, la ville de Malines prend possession des lacs, pour approvisionner la ville en eau ; les lacs sont alors fermés au public.
C’est en 1932 que Hofstade-Plage est ouvert au public, une compagnie privée s’occupe de l’administration et ouvre un plage et quelques restaurants à ses côtés. Le domaine est fermé durant la Seconde guerre mondiale et est rouvert en 1947. Le domaine voit plus de visiteurs d’année en année, jusqu’à 35 000 personnes par jour d’été ensoleillé. Une piscine à ciel ouvert, une des plus grandes de l’époque, de 100 m sur 50 m et de 1,6 m de profondeur, est ouverte près de la plage.
La piscine et la plage sont abandonnées en 1990, mais une nouvelle plage est ouverte, lorsque le domaine est géré par l’INEPS.
Aujourd’hui le domaine est géré par BLOSO, mais a baissé en popularité.

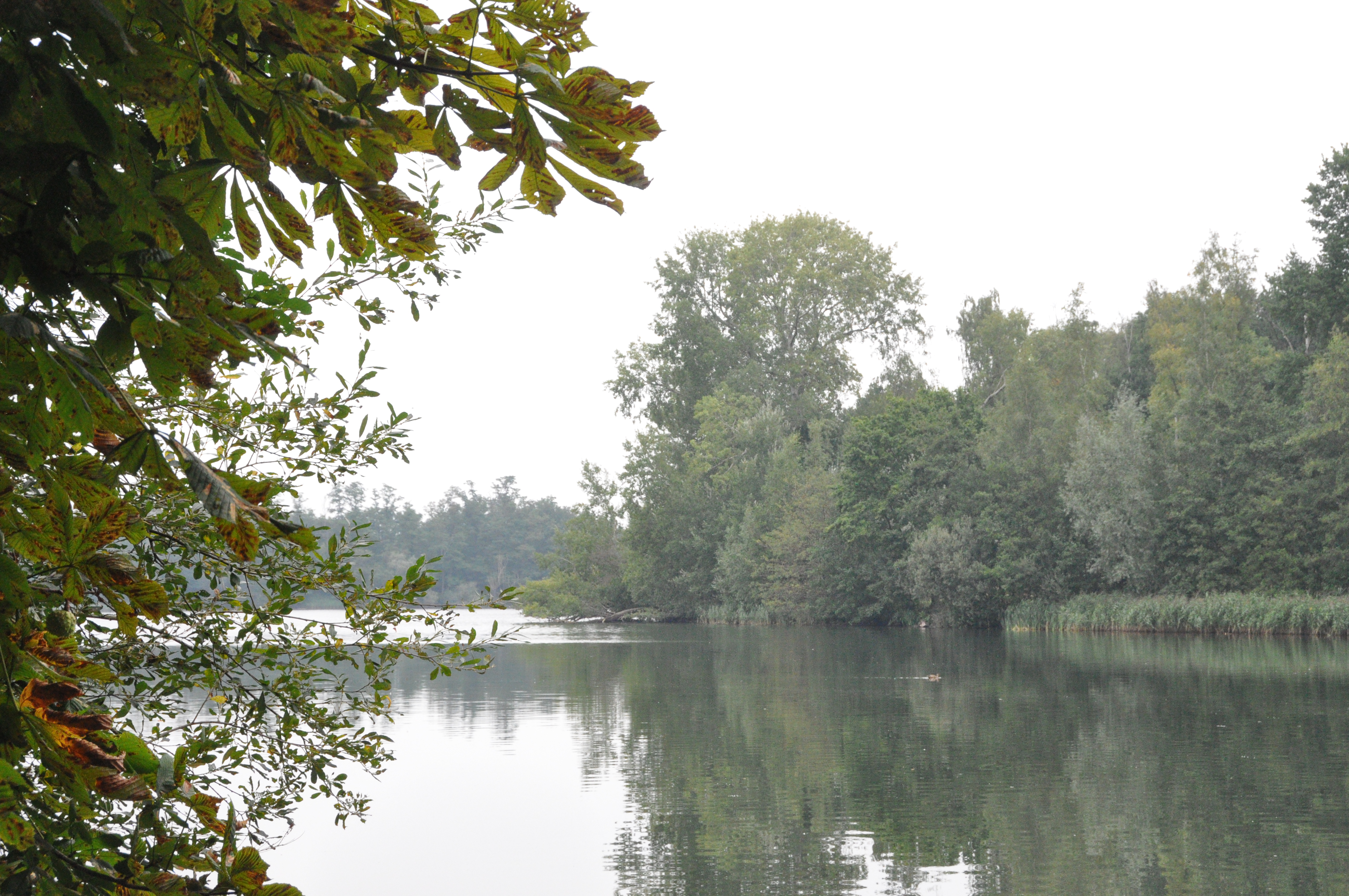
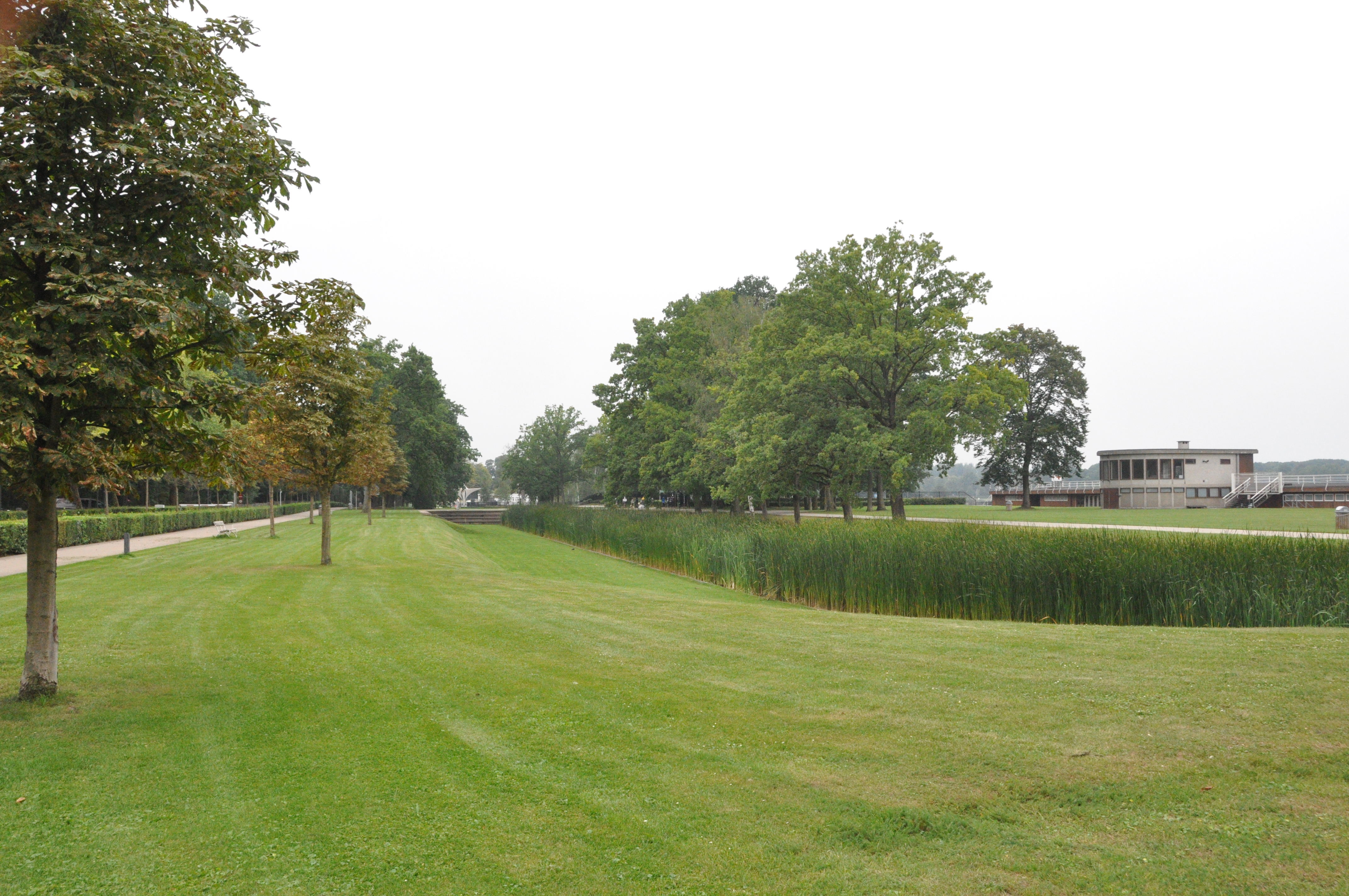
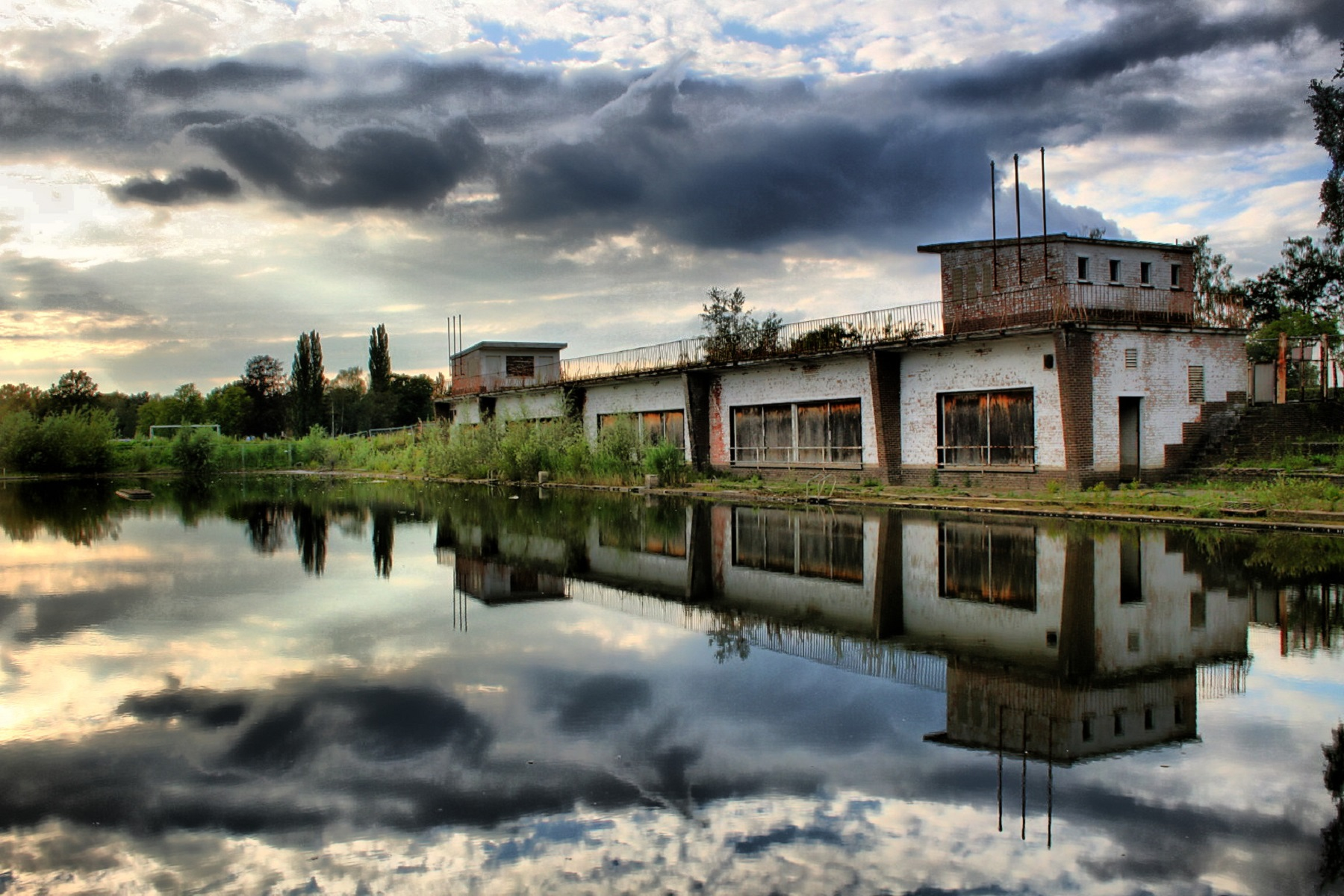
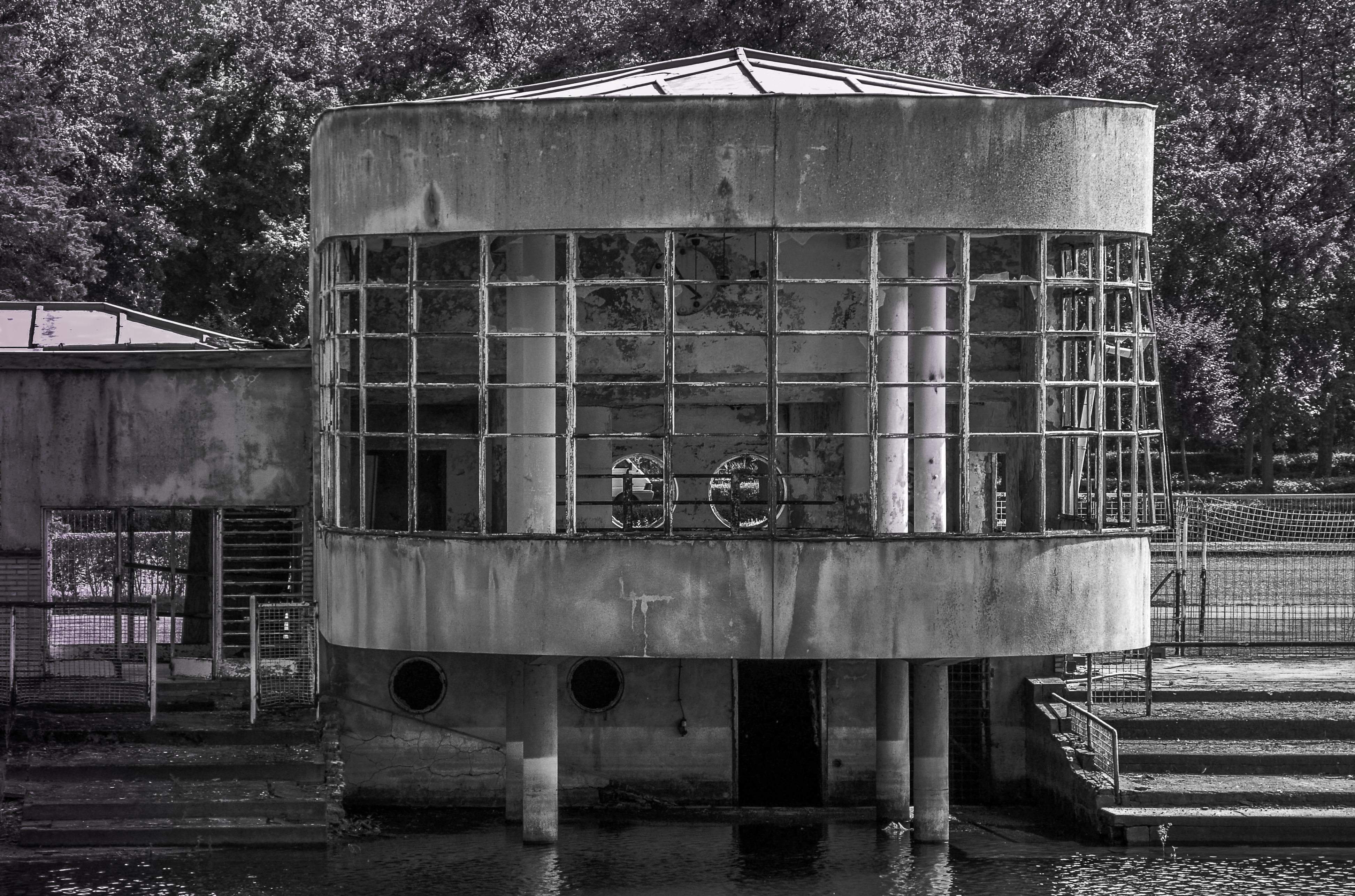
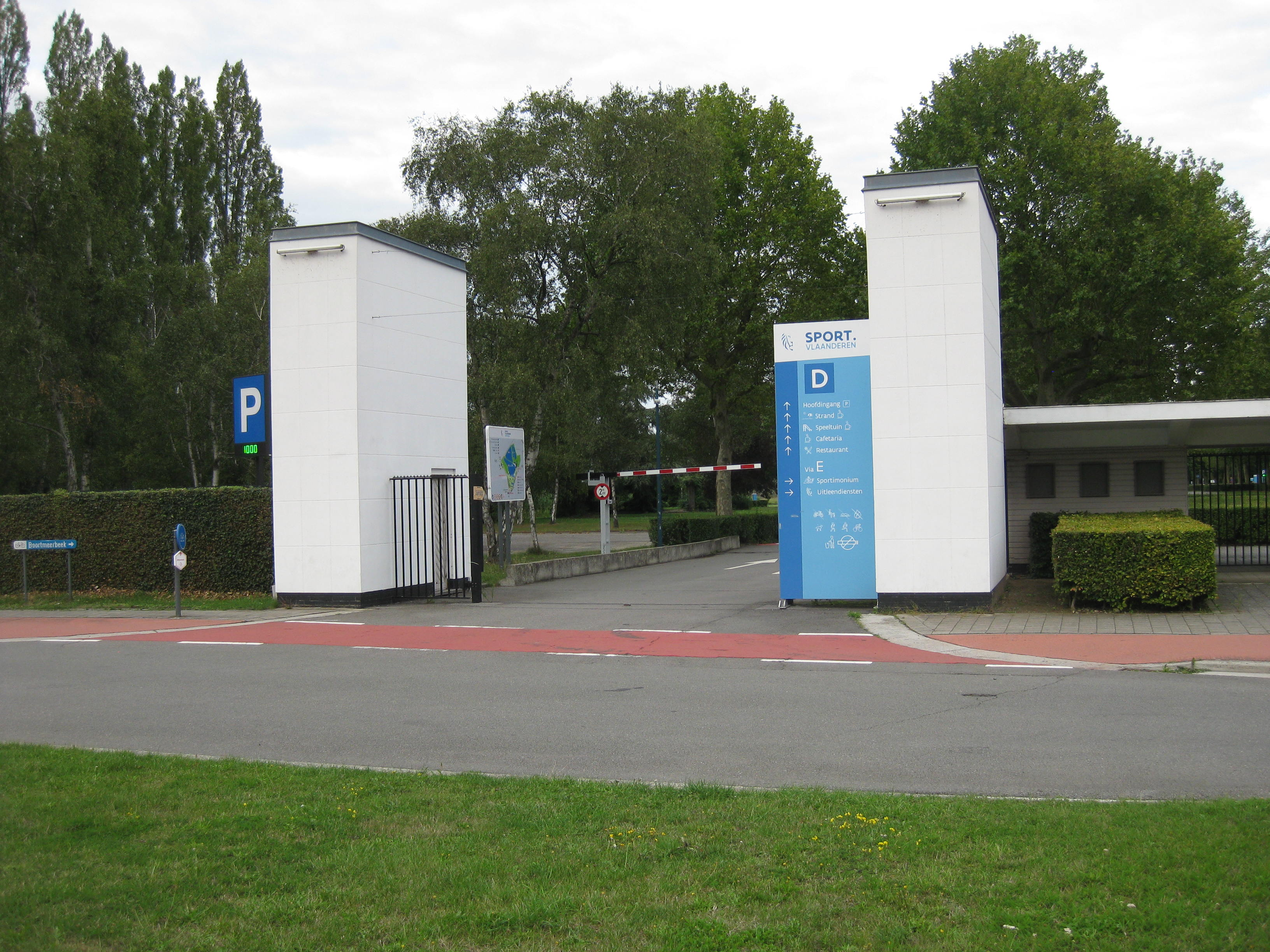